# Graham Annable

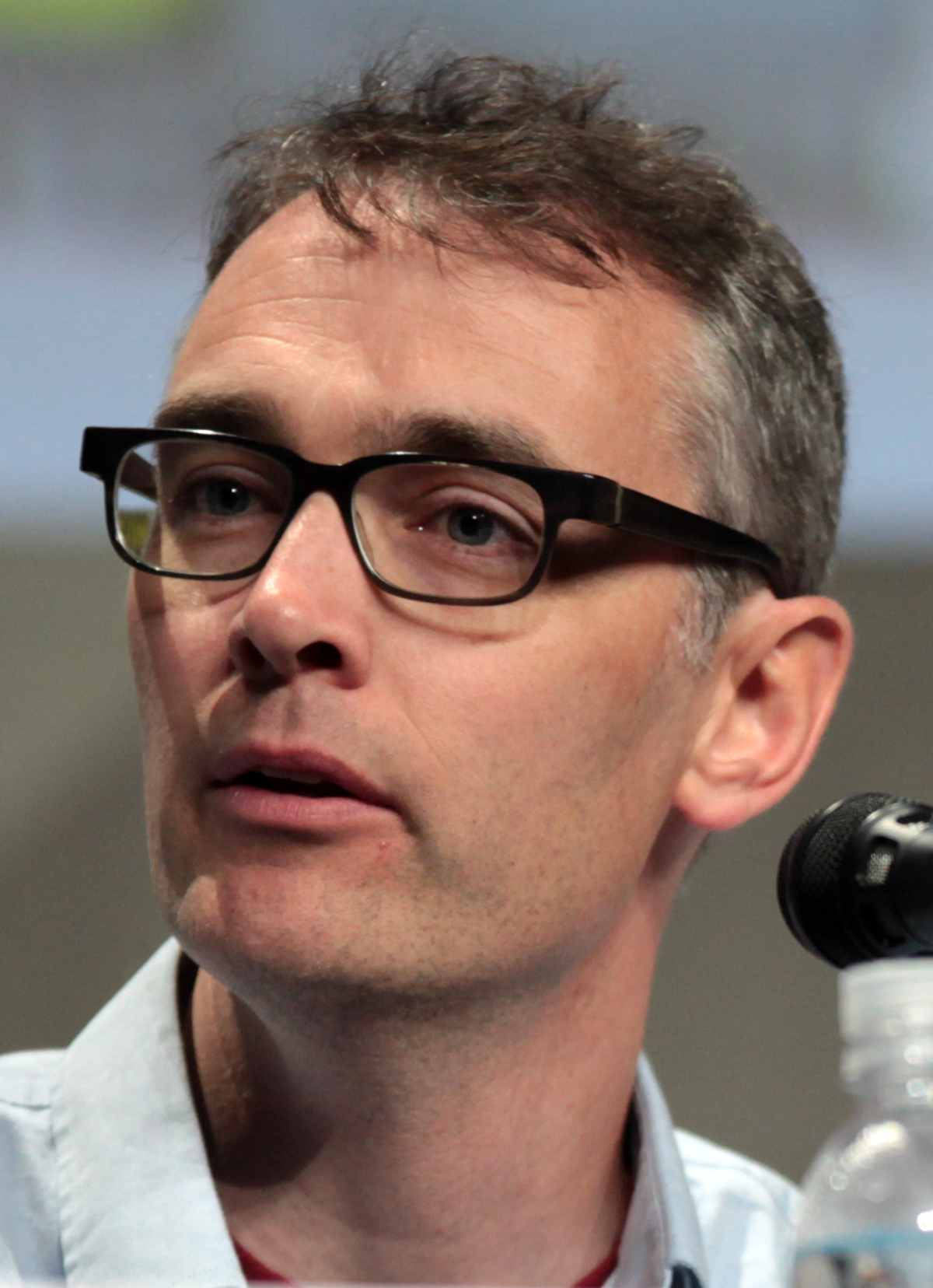
Graham Annable (2014)

Graham Annable (* 1. Juni 1970 in Sault Ste. Marie, Ontario) ist ein kanadischer Comicautor und Animator. Er lebt derzeit in Portland, Oregon. Seine bekanntesten Werke sind der Comic Grickle und die Anthologie Hickee, beide herausgegeben von Alternative Comics. Annable ist auch im Fernsehen, Film und bei Videospielen aktiv.

## Leben
Annable wuchs in Sault Ste. Marie, Ontario, Kanada auf. Er besuchte das Sheridan College in Oakville, Ontario, wo er als Animator ausgebildet wurde. Nach seinem Schulabschluss arbeitete er für die Videospielfirma LucasArts und war als Animator an Vollgas und Chefanimator am später eingestellten Sam & Max Hit the Road-Nachfolger Sam & Max: Freelance Police. Er arbeitete als Comicautor und Illustrator für Chuck Jones, Nickelodeon und Walt Disney Productions. Als Creative Director arbeitete er ein Jahr lang für Telltale Games, denen er heute noch verbunden ist und für die er das Spiel Nelson Tethers: Puzzle Agent realisierte und als Animator an einer Reihe von Titeln beteiligt war.
Er zog anschließend nach Portland und war als Drehbuchautor am Film Coraline (2009) sowie als Co-Regisseur er an Die Boxtrolls beteiligt. Dafür erhielt er bei der Oscarverleihung 2015 eine Nominierung für den besten Animationsfilm.

## Werke (Auswahl)
- Grickle. Alternative Comics, Gainesville, FL 2001, OCLC 473282934.
- Further Grickle. Alternative Comics, Gainesville, FL 2003, ISBN 1-891867-55-5.
- mit anderen: Hickee. Mehrere Bände. Alternative Comics, Gainesville, FL 2003–2008.[5]
- Stickleback. Alternative Comics, Gainesville, FL 2005, ISBN 1-891867-80-6.
- Captain Insomniac. In: Project: Superior. AdHouse Books, Richmond, VA 2005, ISBN 0-9721794-8-8.
- Flight. Band 5: Evidence. Villard Books, New York 2008, ISBN 978-0-345-50589-7.
- The book of Grickle.  Dark Horse Books, Milwaukie, Or. 2010, ISBN 978-1-59582-430-1.

## Ludografie (Auswahl)
- 1995: Vollgas
- 1995: The Dig
- 1996: Afterlife
- 1997: The Curse of Monkey Island (2D-Animation)
- 1997: Outlaws
- 2002: Star Wars: Obi-Wan
- 2003: RTX Red Rock
- 2005: Bone: Out from Boneville (Regisseur)
- 2006: Bone: Cow Race (Regisseur)
- 2006: CSI: 3 Dimensions of Murder (Regisseur)
- 2006: Sam & Max: Season One
- 2010: Nelson Tethers: Puzzle Agent
- 2011: Nelson Tethers: Puzzle Agent 2

## Filmografie (Auswahl)
- 1995: Goofy – Der Film (A Goofy Movie)
- 2009: Coraline (Storyboard)
- 2014: Die Boxtrolls (The Boxtrolls) (als Regisseur)